# Nenince
Nenince és un poble i municipi d'Eslovàquia. Es troba a la regió de Banská Bystrica. La primera menció escrita de la vila es remunta al 1135.

## Demografia
| Godina             | 1994 | 2004   | 2014   | 2024   |
| ------------------ | ---- | ------ | ------ | ------ |
| Nombre de persones | 1400 | 1390   | 1361   | 1261   |
| Diferència         |      | −0,71% | −2,08% | −7,34% |

| Godina             | 2023 | 2024   |
| ------------------ | ---- | ------ |
| Nombre de persones | 1282 | 1261   |
| Diferència         |      | −1,63% |